# Gonzalo Castellani
Gonzalo Pablo Castellani (Buenos Aires, Argentina, 10 de agosto de 1987) es un futbolista argentino. Juega de mediocampista en Unión Española de la Primera División de Chile. Apodado Boni, se inició en las divisiones de Ferro Carril Oeste, del que es hincha y donde su abuelo Pedro fue directivo y socio vitalicio.

## Trayectoria

### Ferro
Castellani comenzó su carrera profesional en Ferro Carril Oeste en la temporada 2005-06 de la Primera B Nacional, siendo suplente y haciendo tímidas apariciones la mayoría de las veces. Luego de haber logrado afianzarse en el equipo titular, fue una pieza clave para lograr la permanencia en la categoría. 

### Villarreal FC
el 2 de enero de 2010 firmó por el Villarreal, de España, siendo asignado al equipo «B». Luego de no haber podido jugar durante 6 meses por un problema de fichas extranjeras, el 16 de enero de 2011 debutó con el equipo como titular en la derrota contra el Recreativo de Huelva por 2-0. Finalmente, el 18 de diciembre, debutó con el equipo en La Liga, cuando ingresó por Cani en el minuto 64 en la derrota con el Osasuna. En Villarreal CF compartió equipo con jugadores como Marcos Senna, Giuseppe Rossi, Carlos Marchena y Gonzalo Javier Rodríguez.

### Godoy Cruz
En 2012 fichó por Godoy Cruz de Mendoza. Luego de ser relegado a reserva en una ocasión, logró obtener la titularidad habitual en el club mendocino.

### Boca Juniors
Carlos Bianchi se queda sin su armador de juego, Juan Román Riquelme, por lo que busca un jugador de características similares. El "10" de Godoy Cruz, Gonzalo Castellani, es el apuntado. El 3 de julio de 2014, el Club Atlético Boca Juniors compró el 50% del pase por un valor de 3,00 millones de euros.

### Lanús
El 15 de julio de 2015 el jugador ingresó a las filas del Club Atlético Lanús, a préstamo. En la fecha 23 del Campeonato argentino de 2015, Castellani se rompió el Ligamento cruzado posterior en el partido frente a Crucero del Norte.

### Defensa y Justicia
El 15 de octubre de 2016 pasó al Halcón en calidad de préstamo hasta junio desde el Club Atlético Boca Juniors. En julio de 2017 fue renovado el préstamo hasta junio de 2018. Cabe destacar que el 5 de mayo de 2017, Gonzalo Castellani se convierte en el primer jugador en la historia de Defensa y Justicia en marcar un gol en copas internacionales. Dicho gol sirvió para eliminar al gigante Sao Paulo en el mítico estadio Morumbí

### Atlético Nacional
El 25 de enero de 2018 fue fichado por el Atlético Nacional de la Categoría Primera A de Colombia, a pedido del DT argentino Jorge Almirón. Debuta el 1 de febrero en el empate a cero goles en su visita a Millonarios FC por la Superliga de Colombia 2018. Su primer gol lo marca el 25 de abril en la goleada 4 por 1 sobre el Club Bolívar por la Copa Libertadores 2018. El 5 de septiembre vuelve marca su primer gol en la Categoría Primera A en la derrota como locales 2-3 frente al Atlético Bucaramanga.

## Estadísticas
| Club                         | Div                 | Temporada           | Liga  | Liga  | Liga   | Copas nacionales | Copas nacionales | Copas nacionales | Torneos internacionales | Torneos internacionales | Torneos internacionales | Total | Total | Total  |
| Club                         | Div                 | Temporada           | Part. | Goles | Asist. | Part.            | Goles            | Asist.           | Part.                   | Goles                   | Asist.                  | Part. | Goles | Asist. |
| ---------------------------- | ------------------- | ------------------- | ----- | ----- | ------ | ---------------- | ---------------- | ---------------- | ----------------------- | ----------------------- | ----------------------- | ----- | ----- | ------ |
| Ferro Carril Oeste Argentina | 2.ª                 | 2005-06             | 35    | 0     | ?      | —                | —                | —                | —                       | —                       | —                       | 35    | 0     | ?      |
| Ferro Carril Oeste Argentina | 2.ª                 | 2006-07             | 28    | 0     | +1     | —                | —                | —                | —                       | —                       | —                       | 28    | 0     | +1     |
| Ferro Carril Oeste Argentina | 2.ª                 | 2007-08             | 14    | 2     | 0      | —                | —                | —                | —                       | —                       | —                       | 14    | 2     | 0      |
| Ferro Carril Oeste Argentina | 2.ª                 | 2008-09             | 35    | 8     | +2     | —                | —                | —                | —                       | —                       | —                       | 35    | 8     | +2     |
| Ferro Carril Oeste Argentina | 2.ª                 | 2009-10             | 26    | 2     | 3      | —                | —                | —                | —                       | —                       | —                       | 26    | 2     | 3      |
| Ferro Carril Oeste Argentina | Total               | Total               | 138   | 12    | +6     | 0                | 0                | 0                | 0                       | 0                       | 0                       | 138   | 12    | +6     |
| Villarreal B · España        | 2.ª                 | 2010-11             | 18    | 0     | 1      | —                | —                | —                | —                       | —                       | —                       | 18    | 0     | 1      |
| Villarreal B · España        | 2.ª                 | 2011-12             | 11    | 0     | 0      | —                | —                | —                | —                       | —                       | —                       | 11    | 0     | 0      |
| Villarreal B · España        | Total               | Total               | 29    | 0     | 1      | 0                | 0                | 0                | 0                       | 0                       | 0                       | 29    | 0     | 1      |
| Villarreal CF · España       | 1.ª                 | 2011-12             | 10    | 0     | 1      | 1                | 0                | 0                | —                       | —                       | —                       | 11    | 0     | 1      |
| Villarreal CF · España       | Total               | Total               | 10    | 0     | 1      | 1                | 0                | 0                | 0                       | 0                       | 0                       | 11    | 0     | 1      |
| Godoy Cruz Argentina         | 1.ª                 | 2012-13             | 29    | 3     | 1      | —                | —                | —                | —                       | —                       | —                       | 29    | 3     | 1      |
| Godoy Cruz Argentina         | 1.ª                 | 2013-14             | 36    | 4     | 3      | —                | —                | —                | —                       | —                       | —                       | 36    | 4     | 3      |
| Godoy Cruz Argentina         | Total               | Total               | 65    | 7     | 4      | 0                | 0                | 0                | 0                       | 0                       | 0                       | 65    | 7     | 4      |
| Boca Juniors Argentina       | 1.ª                 | 2014                | 14    | 0     | 0      | 1                | 0                | 0                | 3                       | 0                       | 0                       | 18    | 0     | 0      |
| Boca Juniors Argentina       | 1.ª                 | 2015                | 2     | 0     | 1      | —                | —                | —                | 2                       | 0                       | 2                       | 4     | 0     | 3      |
| Boca Juniors Argentina       | 1.ª                 | 2016-17             | 1     | 0     | 0      | —                | —                | —                | —                       | —                       | —                       | 1     | 0     | 0      |
| Boca Juniors Argentina       | Total               | Total               | 17    | 0     | 1      | 1                | 0                |                  | 5                       | 0                       | 2                       | 23    | 0     | 3      |
| Lanús Argentina              | 1.ª                 | 2015                | 4     | 0     | 1      | 2                | 1                | 0                | 1                       | 0                       | 0                       | 7     | 1     | 1      |
| Lanús Argentina              | 1.ª                 | 2016                | 7     | 0     | 0      | —                | —                | —                | —                       | —                       | —                       | 7     | 0     | 0      |
| Lanús Argentina              | Total               | Total               | 11    | 0     | 1      | 2                | 1                | 0                | 1                       | 0                       | 0                       | 14    | 1     | 1      |
| Defensa y Justicia Argentina | 1.ª                 | 2016-17             | 22    | 0     | 3      | —                | —                | —                | 3                       | 1                       | 0                       | 25    | 1     | 3      |
| Defensa y Justicia Argentina | 1.ª                 | 2017-18             | 11    | 2     | 2      | 2                | 0                | 0                | 1                       | 0                       | 0                       | 14    | 2     | 2      |
| Atlético Nacional · Colombia | 1.ª                 | 2018                | 36    | 1     | 2      | 9                | 0                | 0                | 8                       | 1                       | 1                       | 53    | 2     | 3      |
| Atlético Nacional · Colombia | Total               | Total               | 36    | 1     | 2      | 9                | 0                | 0                | 8                       | 1                       | 1                       | 53    | 2     | 3      |
| San Lorenzo Argentina        | 1.ª                 | 2019                | 8     | 0     | 0      | 4                | 0                | 0                | 4                       | 0                       | 0                       | 16    | 0     | 0      |
| San Lorenzo Argentina        | Total               | Total               | 8     | 0     | 0      | 4                | 0                | 0                | 4                       | 0                       | 0                       | 16    | 0     | 0      |
| Atlético Tucumán Argentina   | 1.ª                 | 2019-20             | 15    | 0     | 2      | 2                | 0                | 0                | —                       | —                       | —                       | 17    | 0     | 2      |
| Atlético Tucumán Argentina   | Total               | Total               | 15    | 0     | 2      | 2                | 0                | 0                | 0                       | 0                       | 0                       | 17    | 0     | 2      |
| Unión La Calera · Chile      | 1.ª                 | 2020                | 33    | 5     | 7      | —                | —                | —                | 6                       | 1                       | 0                       | 39    | 6     | 7      |
| Unión La Calera · Chile      | 1.ª                 | 2021                | 24    | 1     | 3      | 2                | 0                | 0                | 5                       | 0                       | 0                       | 31    | 1     | 3      |
| Unión La Calera · Chile      | 1.ª                 | 2022                | 27    | 2     | 1      | 1                | 0                | 0                | 8                       | 0                       | 1                       | 36    | 2     | 2      |
| Unión La Calera · Chile      | Total               | Total               | 84    | 8     | 11     | 3                | 0                | 0                | 19                      | 1                       | 1                       | 106   | 9     | 12     |
| Defensa y Justicia Argentina | 1.ª                 | 2023                | 10    | 0     | 0      | 14               | 0                | 0                | 2                       | 0                       | 0                       | 26    | 0     | 0      |
| Defensa y Justicia Argentina | Total               | Total               | 43    | 2     | 5      | 16               | 0                | 0                | 6                       | 1                       | 0                       | 65    | 3     | 5      |
| Colo-Colo · Chile            | 1.ª                 | 2024                | 15    | 0     | 0      | 7                | 0                | 0                | 5                       | 0                       | 0                       | 27    | 0     | 0      |
| Colo-Colo · Chile            | Total               | Total               | 15    | 0     | 0      | 7                | 0                | 0                | 5                       | 0                       | 0                       | 27    | 0     | 0      |
| Total en su carrera          | Total en su carrera | Total en su carrera | 471   | 30    | +34    | 45               | 1                | 0                | 48                      | 3                       | 4                       | 564   | 34    | +38    |
| 1. 2. 3.                     |                     |                     |       |       |        |                  |                  |                  |                         |                         |                         |       |       |        |

## Palmarés

### Campeonatos nacionales
| Título             | Equipo            | País      | Año     |
| ------------------ | ----------------- | --------- | ------- |
| Primera División   | Boca Juniors      | Argentina | 2015    |
| Primera División   | Lanús             | Argentina | 2016    |
| Primera División   | Boca Juniors      | Argentina | 2016-17 |
| Copa Colombia      | Atlético Nacional | Colombia  | 2018    |
| Primera División   | Colo-Colo         | Chile     | 2024    |
| Supercopa de Chile | Colo-Colo         | Chile     | 2024    |

### Distinciones individuales
| Distinción                                                             | Año  |
| ---------------------------------------------------------------------- | ---- |
| Mejor volante de 2020 en Chile por Encuesta El Deportivo de La Tercera | 2020 |